# Lista oamenilor de știință în tehnologia informației

## România
- Gheorghe Cartianu-Popescu
- Mihai Drăgănescu
- Dragomir Hurmuzescu
- Grigore Moisil
- Ștefan Odobleja
- Tudor Tănăsescu
- Nicolae Vasilescu-Karpen